# منتخب المكسيك تحت 17 سنة لكرة القدم
منتخب المكسيك تحت 17 سنة لكرة القدم (بالإسبانية: Selección de fútbol sub-17 de México)‏ هو ممثل المكسيك الرسمي في المنافسات الدولية في كرة القدم في فئة كرة قدم تحت 17 سنة للرجال.